# CHASE
Pour les articles homonymes, voir Chase.
CHASE, acronyme anglais de CHilean Automatic Supernova sEarch, est un programme de recherche de supernovae visibles depuis les observatoires astronomiques de l'hémisphère sud. Entamé en 2007, il a découvert 33 supernovae par durant l'année 2008, soit une moyenne d'environ 2,5 supernovae par mois.

## Référence
- (en) G. Pignata et al., The CHilean Automatic Supernova sEarch (CHASE), arXiv:0812.4923 Voir en ligne